# Blauw-zwarte tangare
De blauw-zwarte tangare (Tangara vassorii) is een zangvogel uit de familie Thraupidae (tangaren). 

## Verspreiding en leefgebied
Deze soort telt 3 ondersoorten:
- T. v. vassorii: van Colombia en westelijk Venezuela tot noordwestelijk Peru.
- T. v. branickii: noordelijk Peru.
- T. v. atrocoerulea: van zuidelijk Peru tot centraal Bolivia.